# I Get Lonely
«I Get Lonely» — песня, записанная американской певицей Джанет Джексон для её шестого студийного альбома The Velvet Rope (1997). Композиция была написана Джексон, Джимми Джемом, Терри Льюисом и Рене Элайзондо и выпущена лейблом Virgin, как третий сингл из пластинки. Для сингловой версии песни был записан специальный ремикс, в котором приняла участие группа BLACKstreet.
Сингл достиг 3-й позиции в Billboard Hot 100 и получил золотой сертификат от RIAA. На премии 41-й церемонии «Грэмми» «I Get Lonely» получила номинацию в категории «Лучшее женское вокальное исполнение в стиле ритм-н-блюз».

## Музыка и текст
«I Get Lonely» представляла собой неосоул-композицию, в которой исполненный хором припев сочетался с современным среднетемповым битом. Песню сравнивали с произведением американской группы Dru Hill «In My Bed». «I Get Lonely» начинается с вокально-гармонизированного припева в стиле Gladys Knight & the Pips и слов: «I get so lonely/ Can’t let/ Just anybody hold me/ You are the one/ Who lives in me my dear/ Want no one but you» (русск. «Мне стало так одиноко/ Не могу позволить/ Никому просто обнять меня/ Ты — единственный/ Кто живёт во мне, мой дорогой/ Не нужен никто, кроме тебя»). В журнале Vibe песню называли более убедительной, чем все остальные на альбоме, поскольку её тема одиночества, возможно, отразила реальное состояние Джексон.

## Реакция критики
Ларри Флик из журнала Billboard писал, что после успешного поп-сингла «Together Again», Джексон решила вернуть себе доверие почитателей современного ритм-н-блюза. Критик находил в песне привязчивый припев и красивую мелодию и посчитал, что оригинальная версия песни, представленная на альбоме, была во много раз лучше ремиксов, включённых в сингл. Автор выражал надежду, что программные директора радиостанций могут изменить обычной практике и поставить в эфир именно оригинальную версию композиции.
На премии 41-й церемонии «Грэмми» «I Get Lonely» получила номинацию в категории «Лучшее женское вокальное исполнение в стиле ритм-н-блюз».

## Список композиций
| U.S. CD single (V25H-38632) 1. «I Get Lonely» (TNT Remix featuring BLACKstreet) — 5:13 2. «I Get Lonely» (TNT Bonus Beat Remix featuring BLACKstreet) — 5:18 3. «I Get Lonely» (Jason Vs. Janet — The Club Remix) — 8:09 4. «I Get Lonely» (Jam & Lewis Feel My Bass Mix) — 5:15 5. «I Get Lonely» (Album Version) — 5:17 U.S. CD maxi single (V25D-38631) 1. «I Get Lonely» (TNT Remix Edit featuring BLACKstreet) — 4:16 2. «I Get Lonely» (LP Edit) — 4:03 3. «I Get Lonely» (Jam & Lewis Feel My Bass Mix — Radio Edit) — 5:15 UK CD maxi single (VSCDT 1683) 1. «I Get Lonely» (TNT Remix Edit featuring BLACKstreet) — 4:17 2. «I Get Lonely» (Extended Street Remix) — 5:13 3. «I Get Lonely» (Jam & Lewis Feel My Bass Mix) — 5:15 4. «I Get Lonely» (Jason Vs. Janet — The Remix Sessions Part 2) — 8:39 5. «I Get Lonely» (LP Edit) — 4:03 Australian CD single (8950162) 1. «I Get Lonely» (TNT Remix Edit featuring BLACKstreet) — 4:16 2. «I Get Lonely» (Extended Street Remix) — 5:13 3. «I Get Lonely» (Jam & Lewis Feel My Bass Mix) — 5:15 4. «I Get Lonely» (Jason Vs. Janet — The Remix Sessions Part 2) — 8:39 5. «I Get Lonely» (LP Edit) — 4:03 6. «Together Again» (Tony Moran 7" Edit w/ Janet Vocal Intro) — 5:29 U.S. promo CD single (DPRO-13108) 1. «I Get Lonely» (TNT Remix Edit featuring BLACKstreet) — 4:16 2. «I Get Lonely» (LP Edit) — 4:03 3. «I Get Lonely» (Janet Vs. Jason — The Club Remix — Radio Edit) — 3:13 4. «I Get Lonely» (Jam & Lewis Feel My Bass Mix — Radio Edit) — 4:02 5. «I Get Lonely» (Call Out Research Hook #1) — 0:14 6. «I Get Lonely» (Call Out Research Hook #2) — 0:11 | UK promo CD single (VSCDJ 1683) 1. «I Get Lonely» (LP Edit) — 4:03 2. «I Get Lonely» (TNT Remix Edit featuring BLACKstreet) — 4:17 European 12" single (VST 1683) A1. «I Get Lonely» (TNT Remix featuring BLACKstreet) — 5:13 A2. «I Get Lonely» (TNT Bonus Beat Remix featuring BLACKstreet) — 5:18 A3. «I Get Lonely» (Jam & Lewis Feel My Bass Mix) — 5:15 B1. «I Get Lonely» (Jason Vs. Janet — The Remix Sessions Part 2) — 8:39 B2. «I Get Lonely» (Jason’s Special Sauce Dub) — 6:40 U.S. 12" single (7243 8 38632 1 1) A1. «I Get Lonely» (Jason Vs. Janet — The Club Remix) — 8:10 A2. «I Get Lonely» (Jason’s Special Sauce Dub) — 6:40 B1. «I Get Lonely» (TNT Remix featuring BLACKstreet) — 5:13 B2. «I Get Lonely» (Jam & Lewis Feel My Bass Mix) — 5:15 U.S. 12" promo single (VSTDJ 1683) A1. «I Get Lonely» (Jason Vs. Janet — The Club Remix) — 8:09 A2. «I Get Lonely» (Jason Vs. Janet — The Remix Sessions Part 2) — 8:39 B1. «I Get Lonely» (Jason’s Special Sauce Dub) — 6:40 B2. «I Get Lonely» (LP Version) — 5:17 U.S. double 12" promo single (SPRO-13108) A1. «I Get Lonely» (Jason Vs. Janet — The Club Remix) — 8:10 A2. «I Get Lonely» (The Jason Nevins Radio Remix) — 3:13 B1. «I Get Lonely» (Jason’s Special Sauce Dub) — 6:40 B2. «I Get Lonely» (LP Version) — 5:19 C1. «I Get Lonely» (TNT Remix featuring BLACKstreet) — 5:13 C2. «I Get Lonely» (TNT Bonus Beat Remix featuring BLACKstreet) — 5:18 D1. «I Get Lonely» (Jam & Lewis Feel My Bass Mix) — 5:15 D2. «I Get Lonely» (Jam & Lewis Feel My Bass Mix #2) — 5:33 |

## Чарты и сертификации
| Чарт (1998)                          | Высшая позиция |
| ------------------------------------ | -------------- |
| Australian Singles Chart             | 21             |
| Canadian Singles Chart               | 18             |
| Dutch Top 40                         | 18             |
| European Hot 100 Singles             | 14             |
| French Singles Chart                 | 72             |
| German Singles Chart                 | 75             |
| Italian Singles Chart                | 7              |
| New Zealand Singles Chart            | 6              |
| Swedish Singles Chart                | 50             |
| Swiss Singles Chart                  | 41             |
| UK Singles Chart                     | 5              |
| U.S. Billboard Hot 100               | 3              |
| U.S. Billboard Rhythmic Top 40       | 5              |
| U.S. Billboard Pop Songs             | 29             |
| U.S. Billboard Hot R&B/Hip-Hop Songs | 1              |
| U.S. Billboard Hot Dance Club Play   | 10             |

| Чарт (1998)                     | Позиция |
| ------------------------------- | ------- |
| США Billboard Hot 100           | 43      |
| Великобритания UK Singles Chart | 42      |

| Страна | Организация | Сертификация | Продажи |
| ------ | ----------- | ------------ | ------- |
| США    | RIAA        | Золотой      | 500,000 |